# Servetus-Gedenkstein

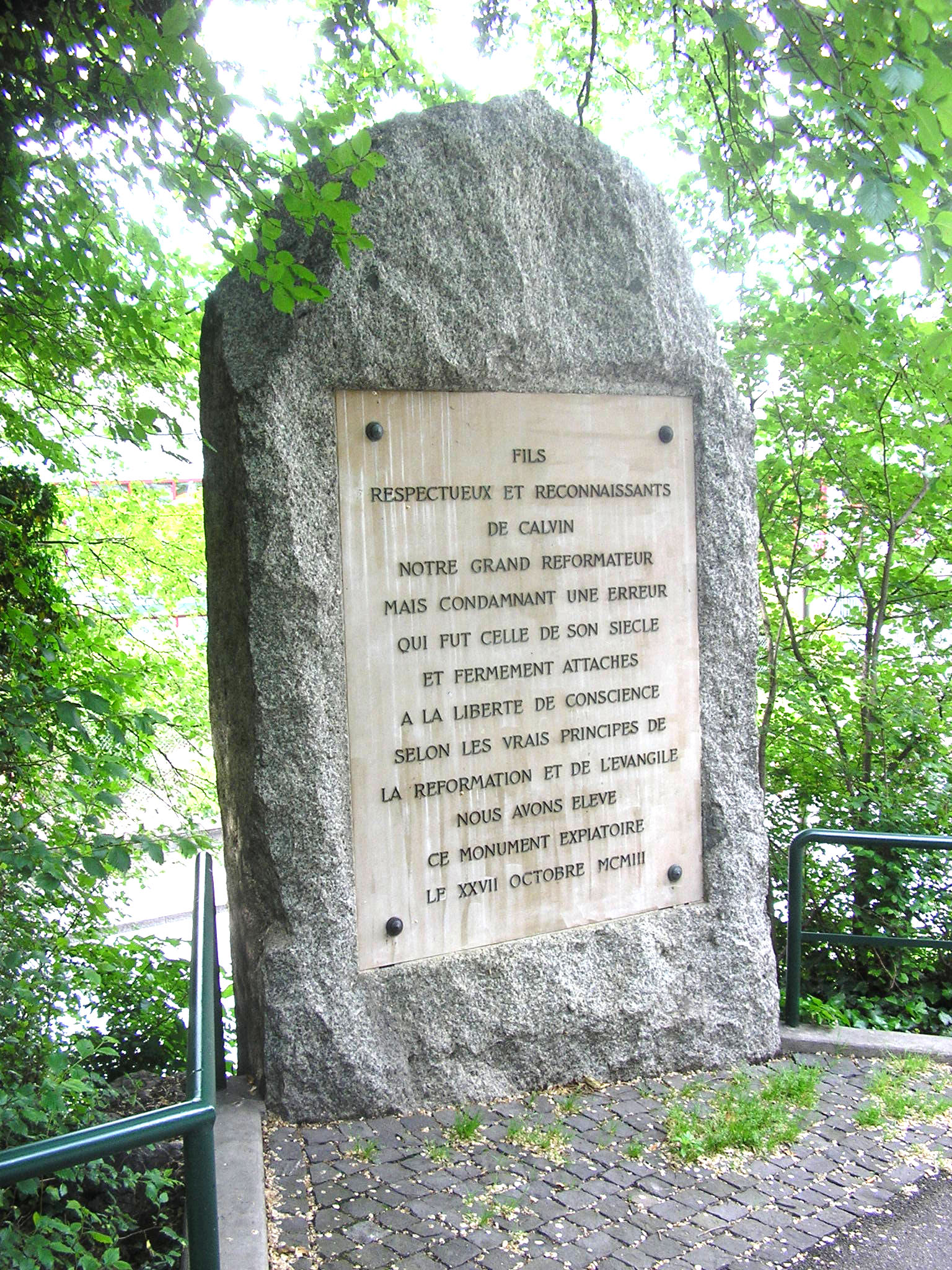
Gedenkstein 2010

Der Servetus-Gedenkstein ist ein Gedenkstein im Genfer Stadtteil Champel, der an die Hinrichtung von Miguel Serveto y Reves am 27. Oktober 1553 erinnert.
Aufgestellt wurde er am 27. Oktober 1903, dem 350. Jahrestag der Hinrichtung, bei der Einmündung der Avenue de la Roseraie in die Avenue de Beau-Séjour, ungefähr dort, wo seinerzeit der Scheiterhaufen brannte. 1902 hatte in Genf vom 14. bis zum 18. September ein internationaler Kongress von Freidenkern stattgefunden. Auf den Vorschlag des spanischen Atheisten Pompeyo Gener (1848–1919) hin wurde damals entschieden, an der ehemaligen Richtstätte solle ein Denkmal für Servet errichtet werden, und zu diesem Zweck eine internationale Kommission gegründet.
Reformierten Kreisen in Genf gelang es, das Projekt zu verhindern und stattdessen ein Gegenmonument zu errichten, das weniger das Schicksal Servets, der überhaupt unerwähnt bleibt, würdigt als zur Entschuldigung von Johannes Calvin dient. Die Inschrift wurde von Émile Doumergue, einem Professor an der theologischen Fakultät von Montauban und eifrigen Calvinisten verfasst, und lautet auf der Vorderseite:
| | Übersetzung |
| --- | --- |
| Fils respectueux et reconnaissants de Calvin notre grand réformateur mais condamnant une erreur qui fut celle de son siècle et fermement attachés à la liberté de conscience selon les vrais principes de la Réformation et de l’Évangile nous avons élevé ce monument expiatoire le XXVII octobre MCMIII | Als achtungsvolle und dankbare Söhne Calvins unseres grossen Reformators die aber einen Fehler verurteilen welcher der seines Jahrhunderts war und fest verbunden der Freiheit des Gewissens gemäss den wahren Grundsätzen der Reformation und des Evangeliums haben wir dieses Sühnemal errichtet am 27. Oktober 1903 |

Erst viele Jahre später wurden auf der Rückseite des Steines in einer weiteren Inschrift die Lebensdaten von Servetus und die Tatsache seiner Hinrichtung auf dem Scheiterhaufen verzeichnet:
| | Übersetzung |
| --- | --- |
| Le XXVII octobre MDLIII mourut sur le bucher à Champel Michel Servet de Villeneuve d’Aragon né le XXIX septembre MDXI | Am 27. Oktober 1553 starb auf dem Scheiterhaufen in Champel Michel Servet aus Villeneuve d’Aragon geboren am 29. September 1511 |

Heute trägt eine Strasse zwischen der Einmündung der Avenue de la Roseraie in die Avenue de Beau-Séjour und dem Plateau de Champel den Namen Rue Michel-Servet.
Ein eigentliches Denkmal für Servet wurde 1908 auf französischem Boden in der Ortschaft Annemasse errichtet, die an der Schweizer Grenze nur 8 km vom Genfer Stadtzentrum und 4 km vom Hügel von Champel entfernt liegt. Diesmal kam die Initiative von einer Gruppe liberaler und unitarischer Christen aus Genf und aus Frankreich. Das Denkmal bestand aus einer Bronzestatue und war von der protestantischen Genferin Clotilde Roch (1861–1921) entworfen worden, die unter anderem auch 1915 für das Bundeshaus in Bern unter dem Titel La Dernière Bouchée de pain («Der letzte Bissen Brot») die Statue einer Frau schuf, die ein Kind mit Brot speist.
Auf Geheiss des mit den deutschen Besatzungstruppen kollaborierenden Vichy-Regimes wurde das Denkmal in Annemasse am 13. September 1941 zerstört. Die Résistance soll auf den Sockel des zerstörten Denkmals einen Kranz niedergelegt haben, dessen Schleife die Aufschrift trug: «Für Michel Servet, das erste Opfer des Faschismus». Am 4. September 1960 wurde in Annemasse eine Kopie der Bronzestatue enthüllt.
Ein weiteres Denkmal für Servet steht in der französischen Stadt Vienne, wo er seit 1540 gewohnt hatte.